# Chemin de fer du Montenvers
Ne doit pas être confondu avec Chemin du Montenvers.
Le chemin de fer du Montenvers est une ligne de chemin de fer à crémaillère française de Haute-Savoie à voie métrique de 5,1 kilomètres. Elle a été inaugurée en 1909, et relie Chamonix-Mont-Blanc (gare de Chamonix-Montenvers proche de la gare SNCF de Chamonix-Mont-Blanc, altitude 1 042 mètres) au Montenvers (gare du Montenvers-Mer de Glace, altitude 1 913 mètres), un point de vue sur la Mer de Glace qui permet aux touristes d'accéder notamment à une grotte de glace. En 2009, avec plus de 800 000 voyageurs, cette ligne était l'attraction touristique la plus fréquentée de la région Rhône-Alpes.
La ligne est exploitée par la régie départementale du Train du Montenvers.

## Historique

### Projet

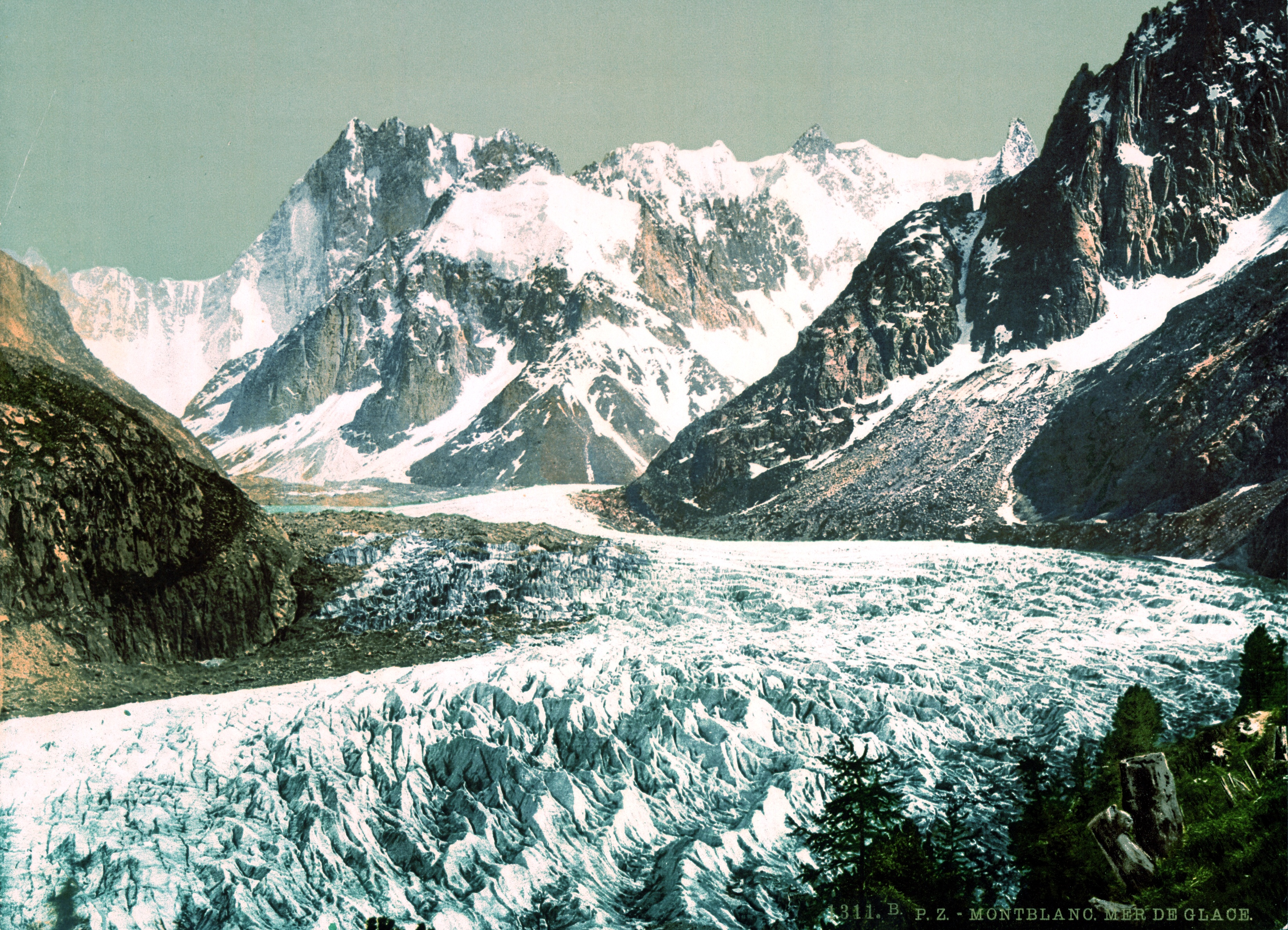
La Mer de Glace depuis le Montenvers dans les années 1890.

À la fin du XIXe siècle, Chamonix s'impose comme lieu recherché d'excursions en montagne. La ville accueille ainsi 12 000 visiteurs en 1885, qui effectuent pour la plupart une excursion au lieu-dit le Montenvers, un point de vue sur la Mer de Glace. Le trajet est effectué via le chemin du Montenvers à pied, à mulet ou en chaise à porteur, ce qui assure les revenus de 380 accompagnateurs et muletiers.
En 1877, Charles Durier propose que le Montenvers soit équipé d’une ligne de chemin de fer, à l'instar du Rigi avec les Rigi Bahnen où des milliers de touristes sont transportés grâce à une locomotion à vapeur. L'idée fait son chemin et un groupe d’investisseurs de Bonneville, Annemasse et Genève adressent en 1892 une demande de concession au Conseil départemental de la Haute-Savoie. La ligne, à voie unique et à écartement métrique, mesurerait 5,5 kilomètres de longueur et serait équipée de la crémaillère sur 5,6 kilomètres du parcours. Une station serait installée au Montenvers. De là, les touristes continueraient l'excursion dans le domaine glaciaire sur 4 kilomètres rive gauche de la Mer de Glace. Le chemin de fer serait exploité par des trains à vapeur circulant à 6 km/h. Le conseil général, malgré l'opposition du représentant de Chamonix, autorise l'ouverture d'une enquête publique.
Les Chamoniards se montrent en général résolument hostiles au projet. Nombre d'entre eux, qui tirent des revenus substantiels des excursions à mulet, craignent la ruine de leur activité à la suite de l'installation du chemin de fer. On craint aussi que la ligne ne rende difficile l'accès aux champs et aux bois, que la clientèle soit moins aisée ou encore que le chemin de fer s'avère dangereux. Plus généralement, les Chamoniards sont méfiants vis-à-vis d'un projet présenté par des extérieurs à la vallée : ils craignent que des intérêts « étrangers » ne s'emparent de l'exploitation touristique du massif du Mont-Blanc.
Pour contourner le refus probable d'une municipalité hostile, les promoteurs du projet emploient un artifice : la ligne suit en partie la route départementale, elle relève donc du département et non de la commune. En 1893, le conseil général émet un avis favorable, à condition que seule la responsabilité de l'exploitant soit engagée dans l'entreprise et que ce dernier ne construise pas un second hôtel au Montenvers, de nature à concurrencer l'établissement rentable de la commune de Chamonix. L'État ajoute une clause selon laquelle l'exploitant devrait mettre la ligne à double voie si la recette annuelle dépassait 40 000 francs. La convention est signée le 6 mars 1897 entre le préfet de la Haute-Savoie et un représentant de la compagnie. La concession est établie pour une durée de 99 ans. Le projet de tracé est approuvé le 25 août 1898. Cependant, les concessionnaires préfèrent attendre l'arrivée de la ligne de la Compagnie des chemins de fer de Paris à Lyon et à la Méditerranée (PLM) à Chamonix avant de commencer les travaux. Le premier tronçon de la ligne Saint-Gervais-Vallorcine, jusqu'à Chamonix, est inauguré le 25 juillet 1901.
Le 16 mars 1903, les études définitives sont lancées par arrêté préfectoral[réf. nécessaire]. La traction électrique, un temps envisagée, est abandonnée car trop coûteuse. Une étude de locomotive à vapeur est donc demandée à la société suisse SLM Winterthur. En 1905, un avenant supprime l'obligation de passer à double voie. La Société du chemin de fer d'intérêt local de Chamonix au Montenvers est créée le 5 avril, pour 99 ans. Le 28 août, le projet définitif est approuvé par les Ponts et Chaussées. Le tracé final mesure 5,407 kilomètres de longueur, avec des pentes allant jusqu'à 220 mm/m. Le rayon minimum des courbes est de 80 mètres. Deux évitements sont prévus, aux Planards et à Caillet. La ligne doit être équipée d'une crémaillère Strub sur tout le parcours sauf les gares terminales.

### Construction

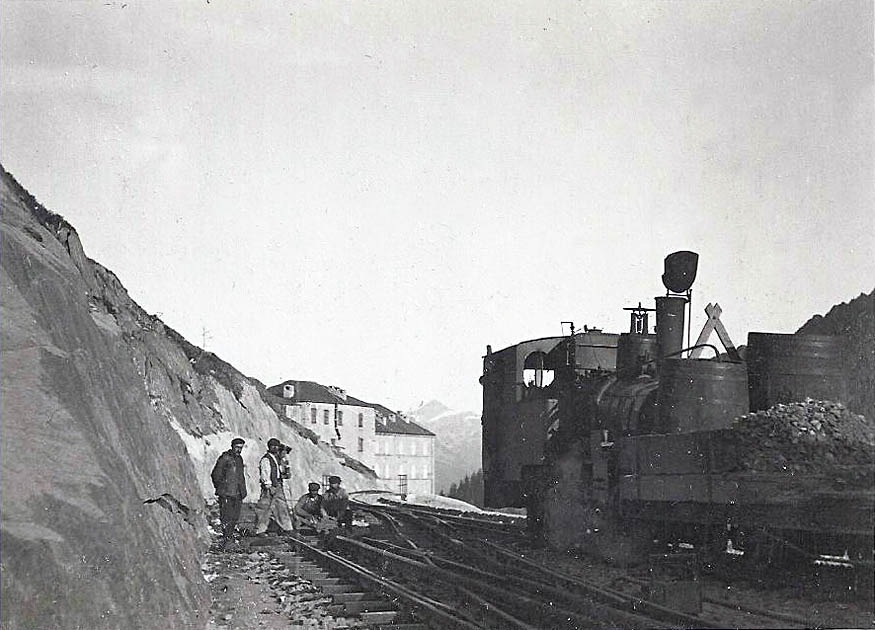
Construction du chemin de fer à hauteur de la gare du Montenvers-Mer de Glace.

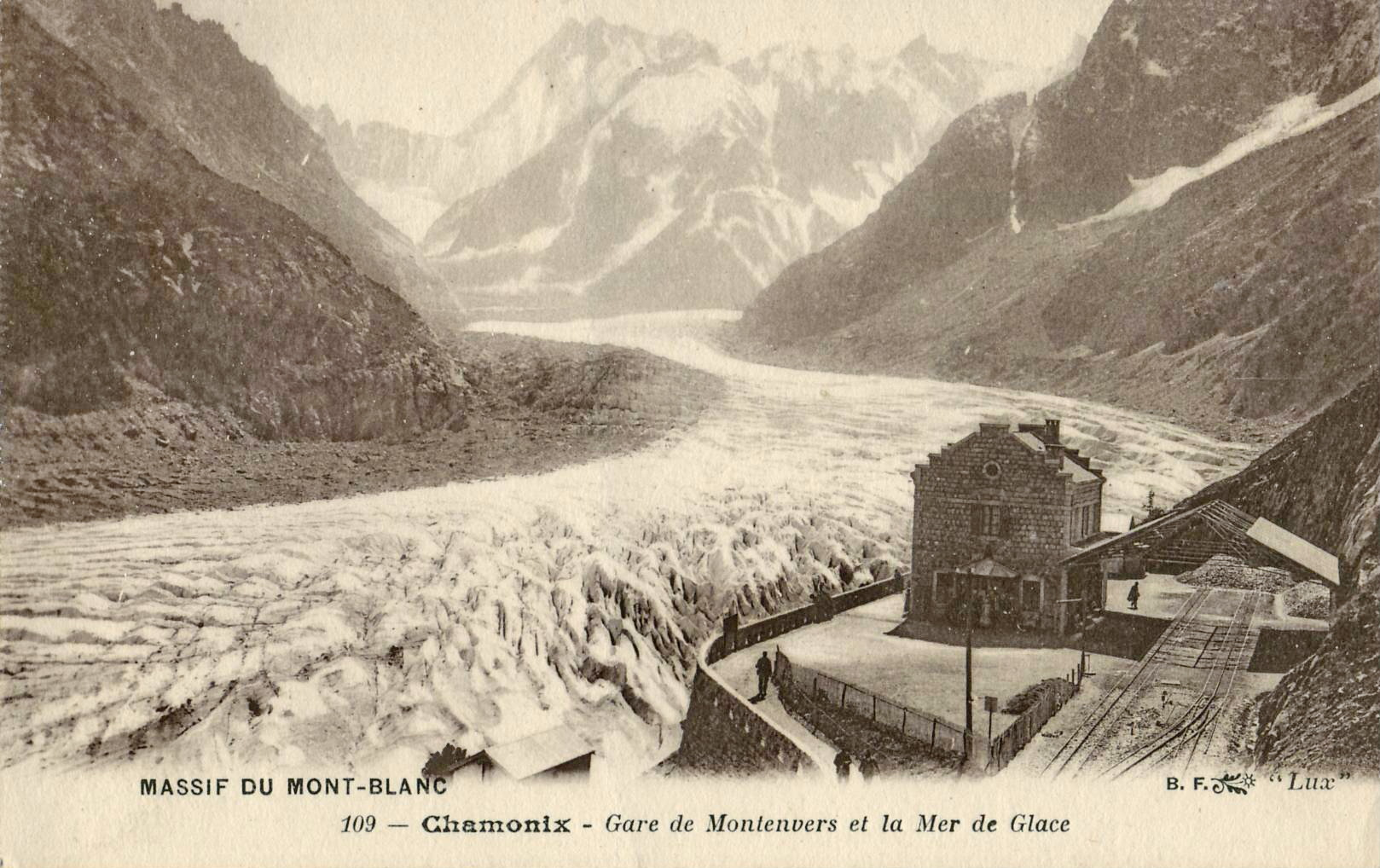
Aménagement de la gare du Montenvers-Mer de Glace, au début de l'exploitation.

Les travaux commencent en mai 1906 après la fonte des neiges. Les ouvriers, au nombre de 200 à 250, sont piémontais, valdôtains et savoyards ; ils s'attellent aux terrassements pendant cette première saison. Les Chamoniards se plaignent à multiples reprises des désagréments causés par les travaux. Pendant l'hiver, les aménagements commencent à l'emplacement de la future gare à Chamonix.
En 1907, la plate-forme est tracée et nivelée. Aux Planards, la voie est construite en tranchée, couverte sur 104 mètres afin de la protéger des avalanches et des éboulis. Le tunnel du Grépon (306 mètres) est également percé cette année-là. Il se trouve en courbe et en rampe importante. Il est maçonné sur 93 % de sa longueur. Les plates-formes des deux évitement sont aménagées. Plus haut, la construction du viaduc du Montenvers commence : six de ses onze arches sont ébauchées. Le même été, la construction des bâtiments des gares à Chamonix et au Montenvers est lancée. Les premières locomotives, ainsi que les éléments de voie sont reçus. L'épandage du ballast débute le 24 octobre ; la pose de la voie le 4 novembre. Une locomotive pousse un train de travaux sur la voie au fur et à mesure de sa pose, par tronçons d'une douzaine de mètres. Le kilomètre 1 est atteint avant l'interruption hivernale des travaux.
Pendant l'hiver, les travaux continuent au terminus de Chamonix. Une passerelle métallique est construite pour le relier à la gare PLM voisine. Au printemps, presque tous les véhicules sont livrés par leurs constructeurs. La pose de la voie reprend. Elle atteint Caillet en juin. Le viaduc des Bois subit un éboulement en construction : une pile s'effondre. Les ingénieurs modifient les plans, et remplacent trois arches par une travée métallique. Les travaux du viaduc du Montenvers se poursuivent. À l'été, seul le dernier kilomètre reste inachevé.
Le 9 août, après accord des Ponts et Chaussées, la ligne ouvre jusqu'au kilomètre 4,541, à la halte de la Filliaz, située juste avant le viaduc des Bois. Dès le premier jour, l'affluence est importante. En parallèle, les travaux continuent activement pour achever la ligne. Les viaducs des Bois et du Montenvers sont achevés, le premier après livraison de la travée métallique commandée en urgence. Le 7 novembre, la pose de la voie atteint la gare du Montenvers-Mer de Glace.
Après une interruption pour l'hiver, les dernières finitions sont achevées au printemps 1909. La ligne est enfin inaugurée en totalité le 29 mai 1909.

### Exploitation par traction vapeur

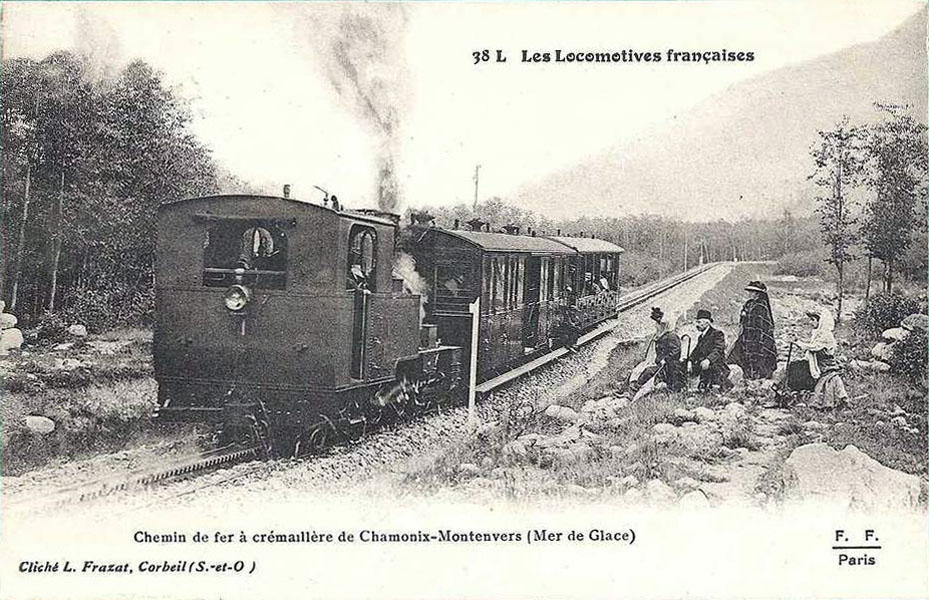
Traction vapeur les premières années d'exploitation du chemin de fer.

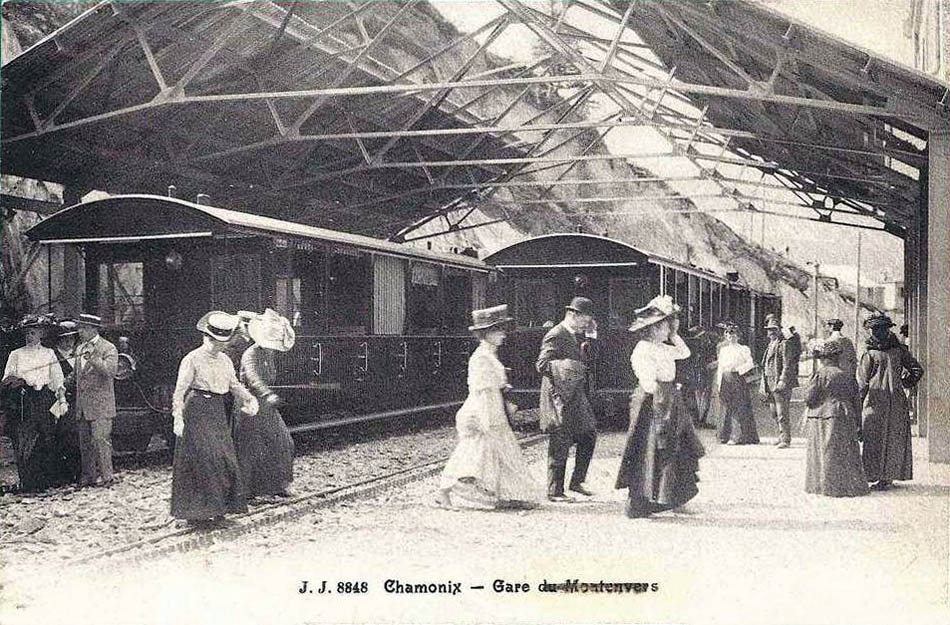
Visiteurs en gare du Montenvers-Mer de Glace vers 1910.

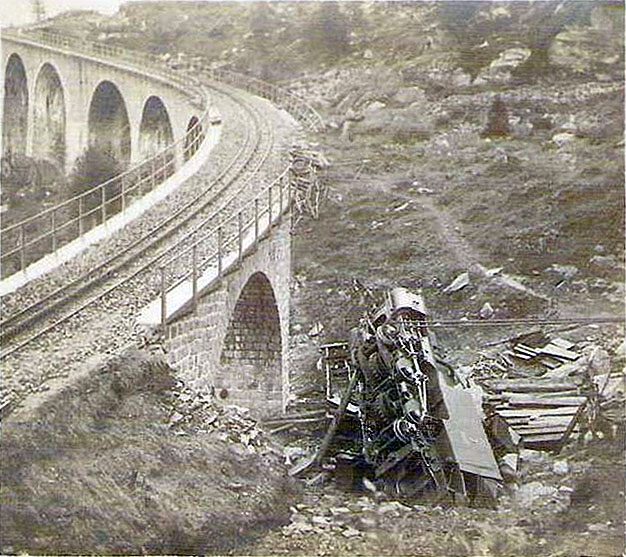
L'accident du 25 août 1927 : la locomotive gît en contrebas du viaduc du Montenvers, avec la première voiture, après avoir défoncé la barrière.

Dès la première saison d'ouverture, du 29 mai au 15 octobre 1909, le chemin de fer rencontre un fort succès : il accueille 47 480 voyageurs. La ligne n'est pas exploitée l'hiver. Les équipements sont mis en sécurité à l'automne (dépose de la ligne téléphonique, obstruction des tunnels, etc.), et au printemps, la ligne est dégagée à la pelle. Cinq trains par jour circulent en haute saison, trois en arrière-saison. Le trajet dure de 50 à 55 minutes. Les trains sont composés de deux voitures, mais pour faire face à l'affluence, les trains peuvent circuler par « salves » de deux ou trois qui se suivent en marche à vue. Cinq rames sont disponibles.
Le chemin de fer entre rapidement dans les mœurs. Notamment, les guides l'adoptent pour effectuer l'approche vers des ascensions en haute montagne. Le 7 septembre 1910, le président de la République Armand Fallières est reçu à Chamonix ; il effectue une visite en grande pompe du Montenvers.
Après de bonnes saisons, avec des fréquentations de l'ordre de 49 000 à 50 000 voyageurs, le chemin de fer s'arrête complètement lors de la mobilisation générale de l'été 1914. L'exploitation reprend faiblement à l'été 1915 : le chemin de fer transporte quelques visiteurs des pays neutres. La raréfaction des matières premières et des combustibles conduit à une augmentation du prix des billets. Après guerre, les touristes reviennent en masse, si bien que de nouvelles rames sont commandées pour faire face à l'affluence. Une première rame est mise en service en 1923, puis deux suivantes en 1926 et 1927. Sept rames sont alors exploitées, une locomotive restant en réserve.
Le 25 août 1927, un accident tragique survient peu après le départ du Montenvers. Il semble que le mécanicien ait d'abord oublié d'inverser la marche de sa machine pour la descente (freinage à « contre-vapeur »). Lorsque, voulant rattraper son erreur, il réalise trop rapidement l'inversion, les roues dentées se soulèvent et provoquent le déraillement de la locomotive. Le train dérive sur quelques centaines de mètres et prend de la vitesse (jusqu'à 65 km/h), avant que la locomotive et la première voiture ne basculent dans le vide à la sortie du viaduc du Montenvers. L'accident fait vingt-deux morts et vingt-cinq blessés graves,.
Malgré cet accident, 1927 est une excellente année du point de vue de la fréquentation : 113 322 voyageurs. Ce nombre se porte à 190 981 en 1938. Le trafic cesse à nouveau à la déclaration de guerre de 1939. Une exploitation restreinte reprend en 1941. Elle concerne principalement le transport de groupes d'enfants, d'organisations de jeunesse, de quelques soldats permissionnaires de l'Axe et de l'équipe de tournage du film Premier de cordée de Louis Daquin en 1943.
Les circulations régulières reprennent en juin 1945. En 1946, devant la baisse du niveau de la Mer de Glace, qui rend sa traversée de plus en plus difficile pour les estivants, la commune de Chamonix décide d'aménager une grotte de glace au Montenvers. Les années d'après-guerre sont excellentes pour le tourisme : on dépasse les 300 000 voyageurs en 1949. Le matériel vapeur montre ses limites en termes de débit : la capacité des rames est limitée, le ravitaillement en eau des locomotives est consommateur de temps. Pour optimiser au maximum les installations existantes, un horaire cadencé à environ toutes les 45 minutes est mis en œuvre à partir de l'été 1951. En 1952, on compte ainsi 14 allers-retours quotidiens.

### Électrification

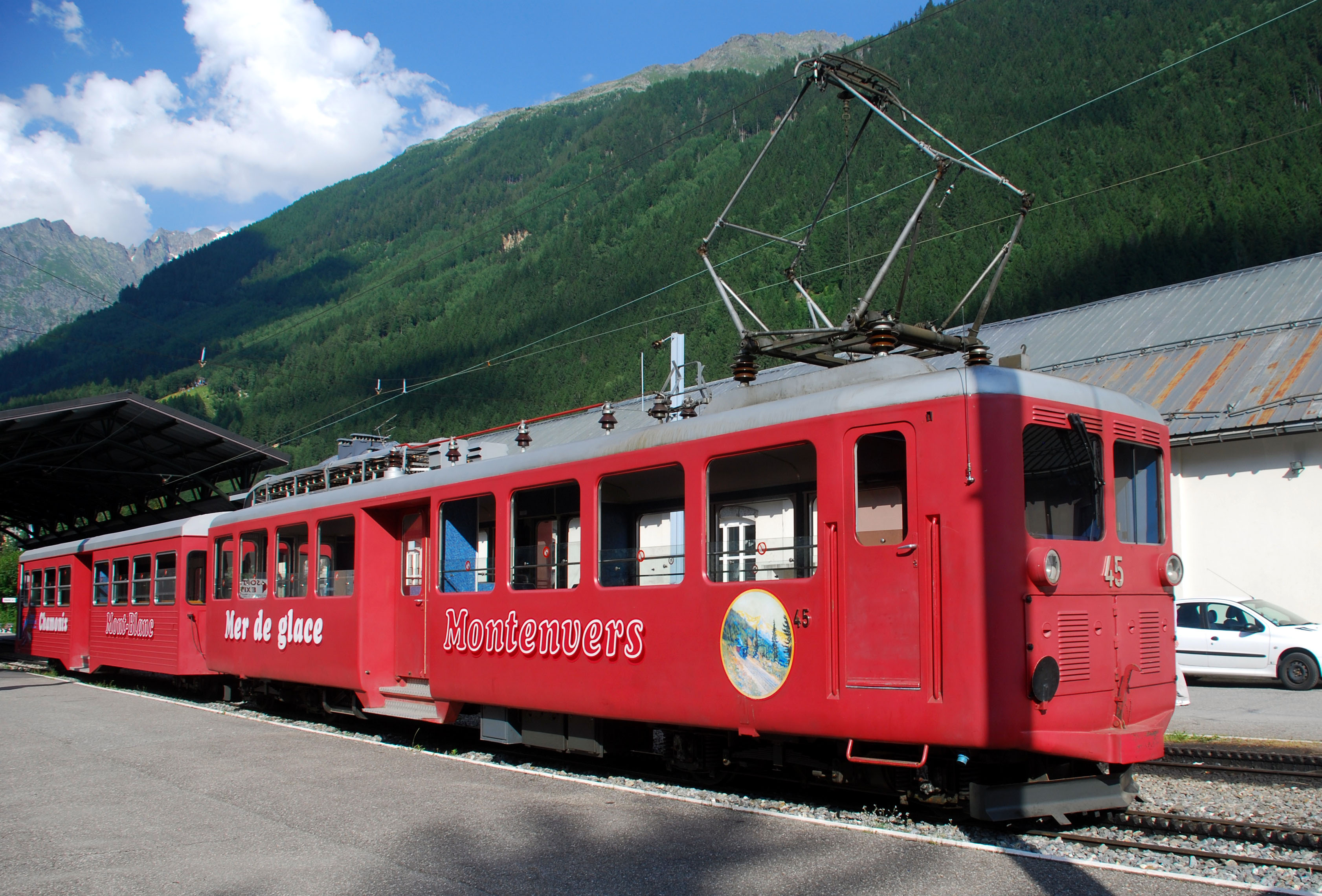
Automotrice électrique.

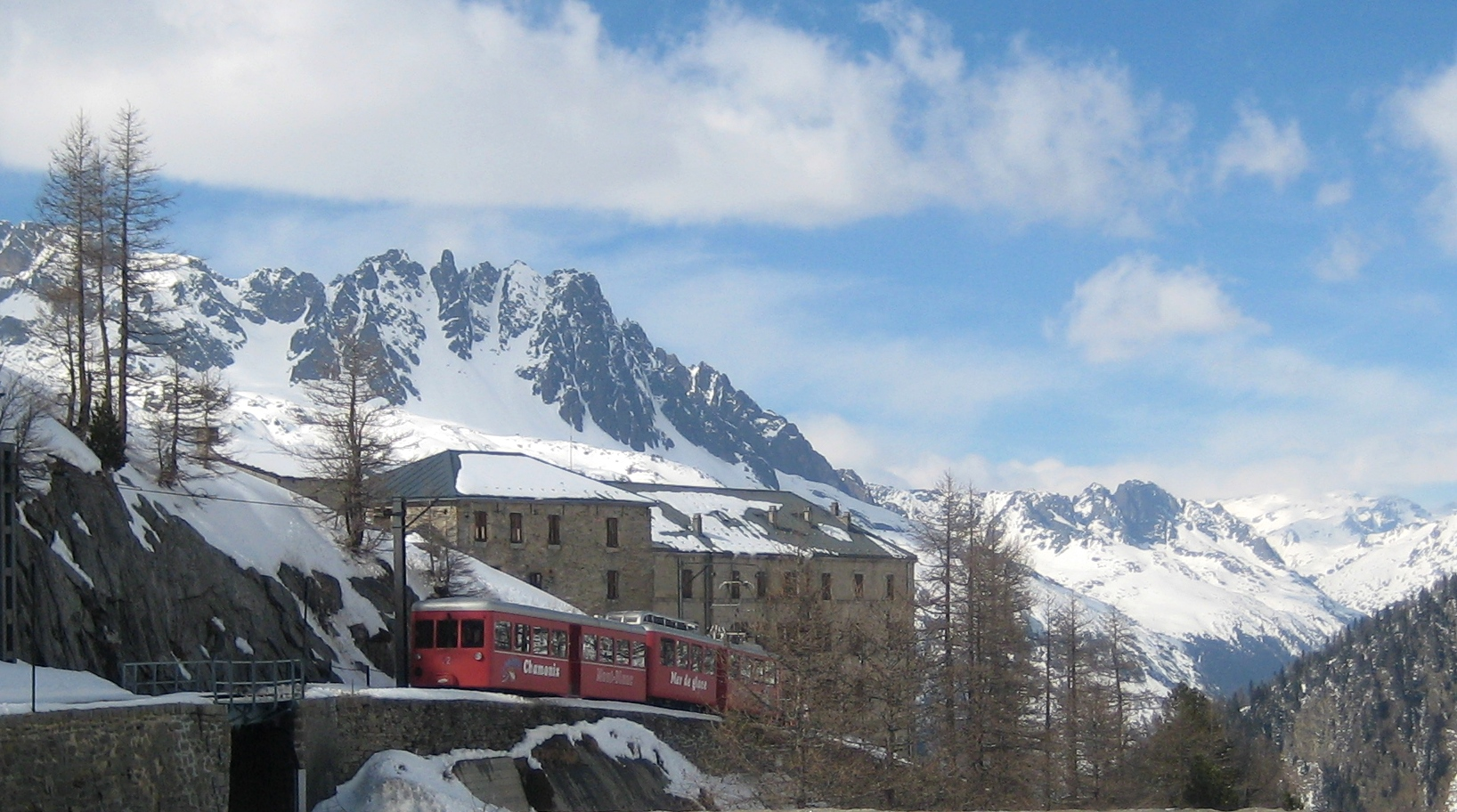
Train devant le Grand Hôtel du Montenvers.

Le chemin de fer du Montenvers doit impérativement augmenter sa capacité. Diverses solutions sont envisagées dans un premier temps :
- l'acquisition de locomotives à vapeur avec chauffe au mazout réduirait les temps de chauffe, mais le problème du ravitaillement en eau resterait posé ;
- la traction diesel n'en est qu'à ses débuts, les locomotives puissantes sont trop lourdes pour la voie du Montenvers ;
- la traction électrique en courant continu, comme sur la ligne de Saint-Gervais-les-Bains-Le Fayet à Vallorcine (frontière), est éprouvée, mais doit être adaptée : dépose du rail latéral de contact en hiver, ou bien installation d'une caténaire qui permettrait d'utiliser une tension plus importante.

Finalement, c'est une solution technique nouvelle à l'époque qui est choisie : une électrification en courant alternatif monophasé, alors expérimentée sur la ligne d'Aix-les-Bains-Le Revard à Annemasse sous l'impulsion de Louis Armand. Cette technique permet de se passer des équipements complexes de transformation du courant alternatif en courant continu car des transformateurs suffisent. Une tension de 11 kV, à la fréquence industrielle de 50 Hz, est choisie pour le Montenvers.
Deux larges voitures pour les futurs trains électriques sont commandées en 1951. Elles sont mises en exploitation par traction vapeur dès leur réception en 1952. Le 30 août 1952, quatre automotrices électriques à bogies sont commandées, et les travaux d'électrification sont décidés. Ils sont financés avec l'aide de l'État. Les caisses des motrices, les bogies et les organes de freinage sont réalisés par la Société suisse de construction de locomotives et de machines, l'équipement électrique par la filiale française d'Oerlikon, l'assemblage final, les aménagements intérieurs et la caisse des remorques par Decauville.
D'importants travaux de mise à niveau de la voie sont réalisés : rectification de courbe, mises en dévers pour augmenter la vitesse, mise en caniveau de la ligne téléphonique, etc. Une sous-station est installée dans l'atelier de Chamonix-Mont-Blanc. Les travaux de pose de la caténaire sont réalisés entre le printemps et l'automne 1953. On a recours à un simple fil trolley, démontable dans les couloirs d'avalanche.
L'exploitation en 1954 commence en traction vapeur, les automotrices n'ayant pas été livrées à temps. Celles-ci arrivent en juin et après les essais d'usage, elles sont engagées en service commercial successivement à partir du 18 juin. Le trajet dure maintenant 20 minutes. En haute saison, 34 allers-retours quotidiens sont assurés, soit au maximum un départ toutes les 20 minutes.

### Exploitation par traction électrique

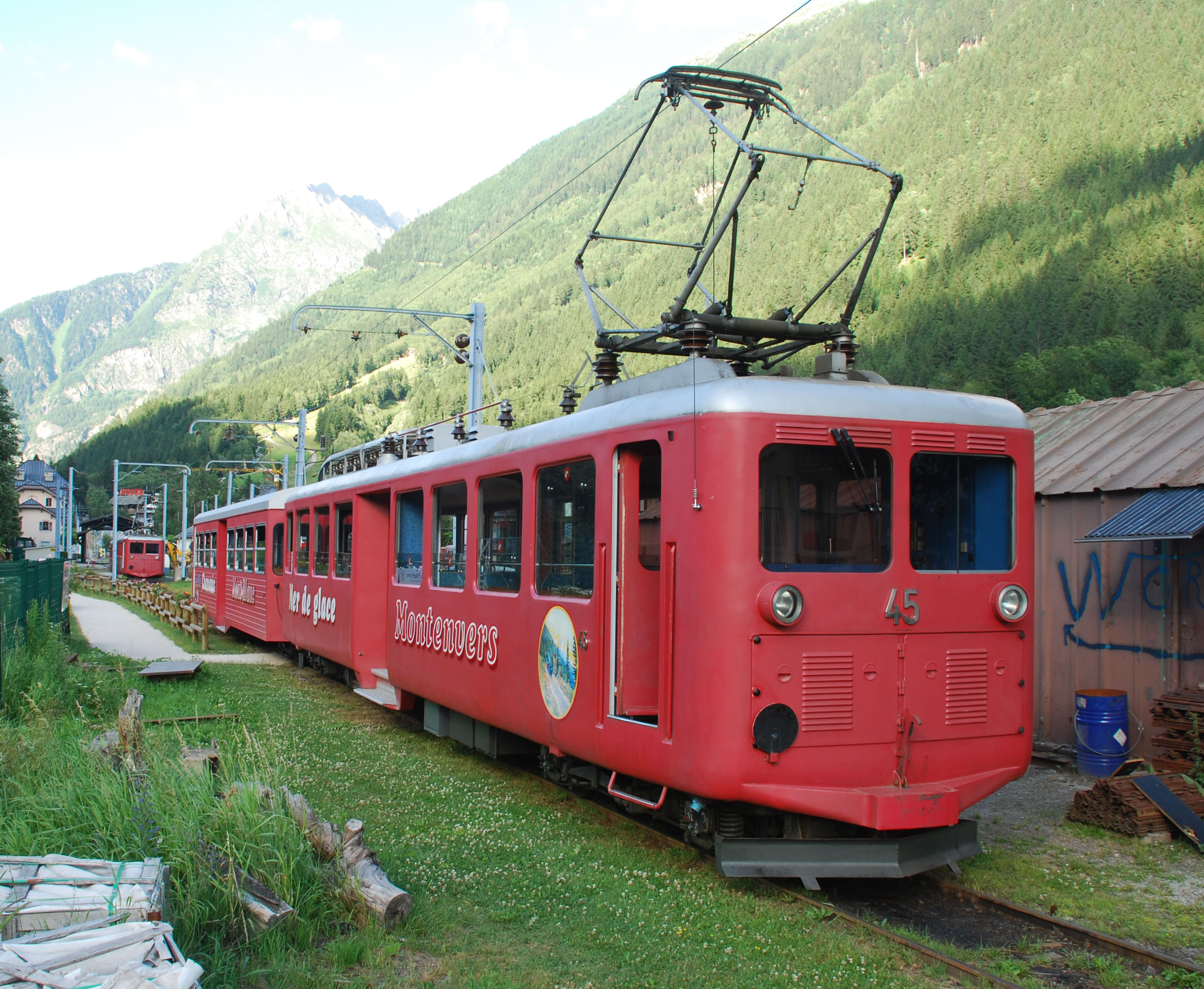
Automotrices électriques.

En 1955, la fréquentation du chemin de fer du Montenvers, dopée par la nouveauté du matériel, la fermeture pour travaux du téléphérique de l'Aiguille du Midi et du tramway du Mont-Blanc, ainsi que par une météo favorable, bondit de 28,6 % et dépasse les 400 000 voyageurs. La barre des 500 000 est franchie avant la fin de la décennie. L'exploitation est effectuée par trois rames, la quatrième reste en réserve. En 1957 et 1959, quatre des huit locomotives à vapeur, devenues inutiles, sont démolies. Dix allers-retours sont assurés en arrière-saison, trente-et-un en haute saison et même trente-trois pendant les trois premières semaines d'août. Ce type de desserte restera en vigueur jusqu'au milieu des années 1960.
À la fin des années 1950, le niveau de la Mer de Glace a encore baissé. Les touristes ne se contentent plus du panorama sur le glacier depuis la gare, qui est beaucoup moins spectaculaire qu'auparavant. La grotte de glace devient donc une attraction capitale pour le chemin de fer. Cependant, l'accès en devient pénible étant donné la diminution d'épaisseur du glacier : les touristes doivent descendre de plus en plus. En 1960, la compagnie décide d'installer un téléphérique pour accéder au glacier. Il est mis en service en 1961. Cette même année, une cinquième rame électrique est livrée, identique aux précédentes.
À partir de 1961, le chemin de fer effectue de courtes dessertes hivernales entre Chamonix-Mont-Blanc et le lieu-dit les Planards, où a été construite une nouvelle piste de ski. En 1962, la voie est endommagée par une avalanche en aval de la halte de Caillet. Il est donc décidé de couvrir la voie à cet endroit par une galerie de 27 mètres de longueur, ce qui est réalisé en 1965. En 1974, elle est complétée par une seconde galerie de 36 mètres de longueur. Le viaduc du Montenvers est rénové en 1963, puis c'est au tour du terminus de Chamonix-Mont-Blanc en 1965.
Dans les années 1960, la fréquentation approche les 600 000 voyageurs annuels. La compagnie doit donc commander du nouveau matériel. Elle choisit une motrice diesel plutôt qu'une nouvelle rame électrique. L'objectif est de pouvoir faire circuler plus de trains en période de pointe sans surcharger l'alimentation électrique, ainsi que de remplacer les vieilles locomotives à vapeur dans les tâches effectuées lorsque l'alimentation est coupée (par exemple le déneigement). La locomotive diesel, ainsi qu'une voiture articulée à grande capacité, sont livrées à l'été 1967. Cette même année, l'exploitation peut être prolongée jusqu'au 31 décembre grâce à cette machine, l'alimentation électrique ayant été coupée comme d'habitude en octobre. En 1967, une fraiseuse chasse-neige est construite sur un châssis de locomotive à vapeur. Elle permet de réduire drastiquement le temps de déneigement.
Au début des années 1970, des optimisations sont réalisées pour augmenter les cadences : modernisation des évitements qui peuvent désormais accueillir quatre trains, pose d'une crémaillère dans les terminus pour éviter le basculement entre les deux modes de traction, consommateur en temps. De fait, les 700 000 passagers sont dépassés en 1971, les 800 000 en 1973. Deux rames diesel supplémentaires sont donc mises en service en 1972. En 1975, la journée mémorable du 14 août voit défiler plus de 11 000 voyageurs à elle seule, avec 81 trajets allers-retour, qui demeure encore en 2010 un record inégalé. Dès 1976, la barre des 900 000 passagers est franchie. À cette époque, des animations supplémentaires sont créées au Montenvers : parc zoologique, musée. En 1979, une sixième rame électrique est livrée.
Dans les années 1980, la progression de la fréquentation se fait plus lente et s'étale sur une période plus large. De fait, il devient de plus en plus difficile de faire circuler des convois tractés par l'une des deux locomotives à vapeur qui avaient été conservées, car ceux-ci sont assez lents. Les dernières circulations en traction vapeur ont lieu en 1981, puis les locomotives sont mises à la ferraille. Des améliorations diverses sont effectuées, par exemple le remplacement du téléphérique d'accès au glacier par une télécabine en 1988, elle-même remplacée par une nouvelle télécabine en 2024,. Le million de voyageurs est atteint en 1990. La compagnie ne souhaite alors pas continuer à augmenter les cadences, mais plutôt à élargir les périodes de fréquentation de la ligne.
Entre 1990 et 1995, un total de 597 mètres de longueur voie sont couverts par des galeries paravalanches. Dès l'hiver 1993-1994, l'exploitation hivernale se met en place. La seule période de fermeture qui subsiste court de la mi-novembre à la mi-décembre, pour réaliser des travaux.
En 2008, à l'occasion du centenaire de la ligne, deux voitures d'origine entièrement restaurées (no 6 et no 21) sont remises en service à l'occasion de trains spéciaux.
Le 11 août 2019 le train à crémaillère composé d’une automotrice et d'une remorque déraille sur l'aiguillage aval des Planards, dans le sens de la descente vers Chamonix-Mont-Blanc. Aucun blessé n'est à déplorer parmi les 145 passagers.

## Description de la ligne

### Caractéristiques techniques

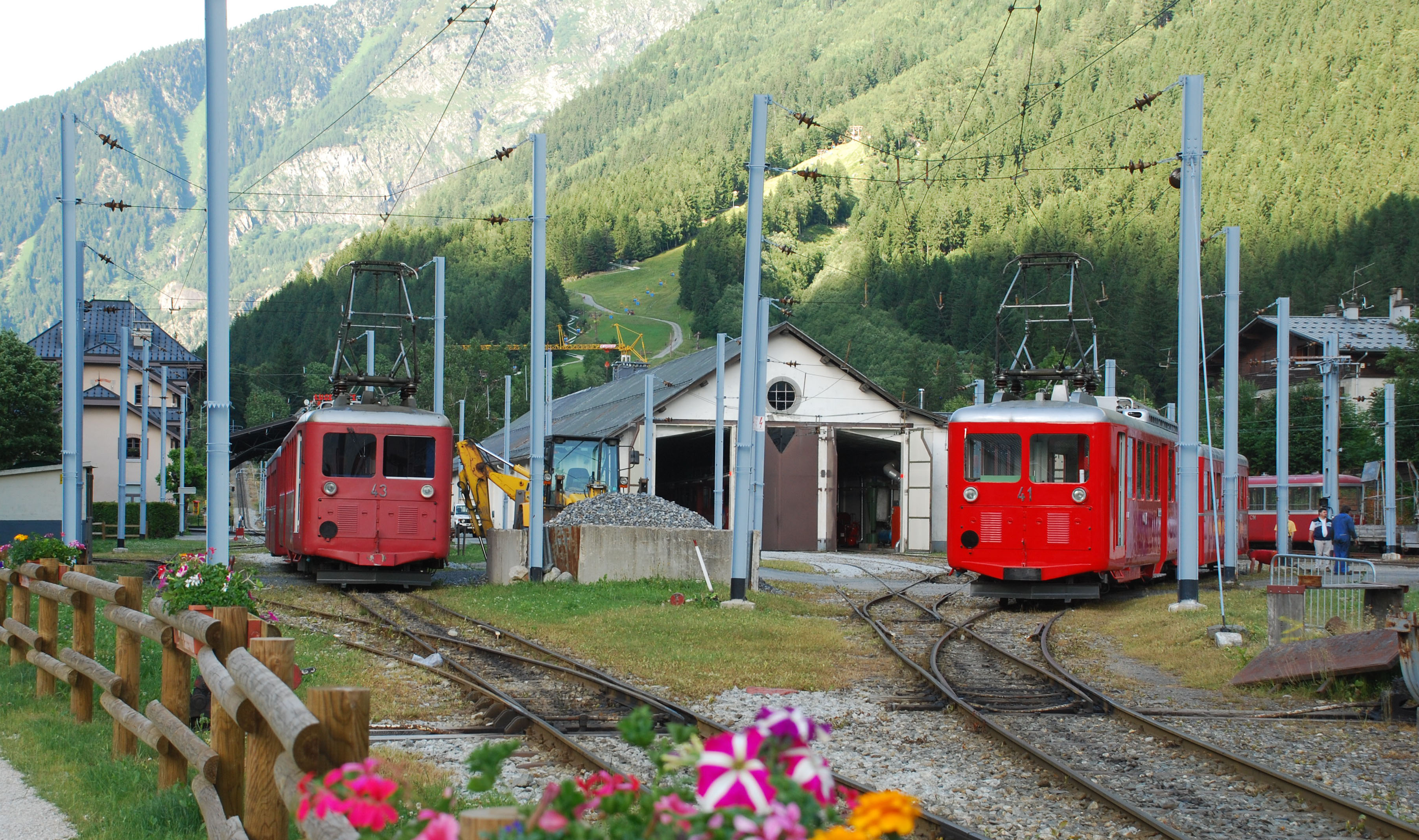
Installations de service du terminus de Chamonix-Mont-Blanc.

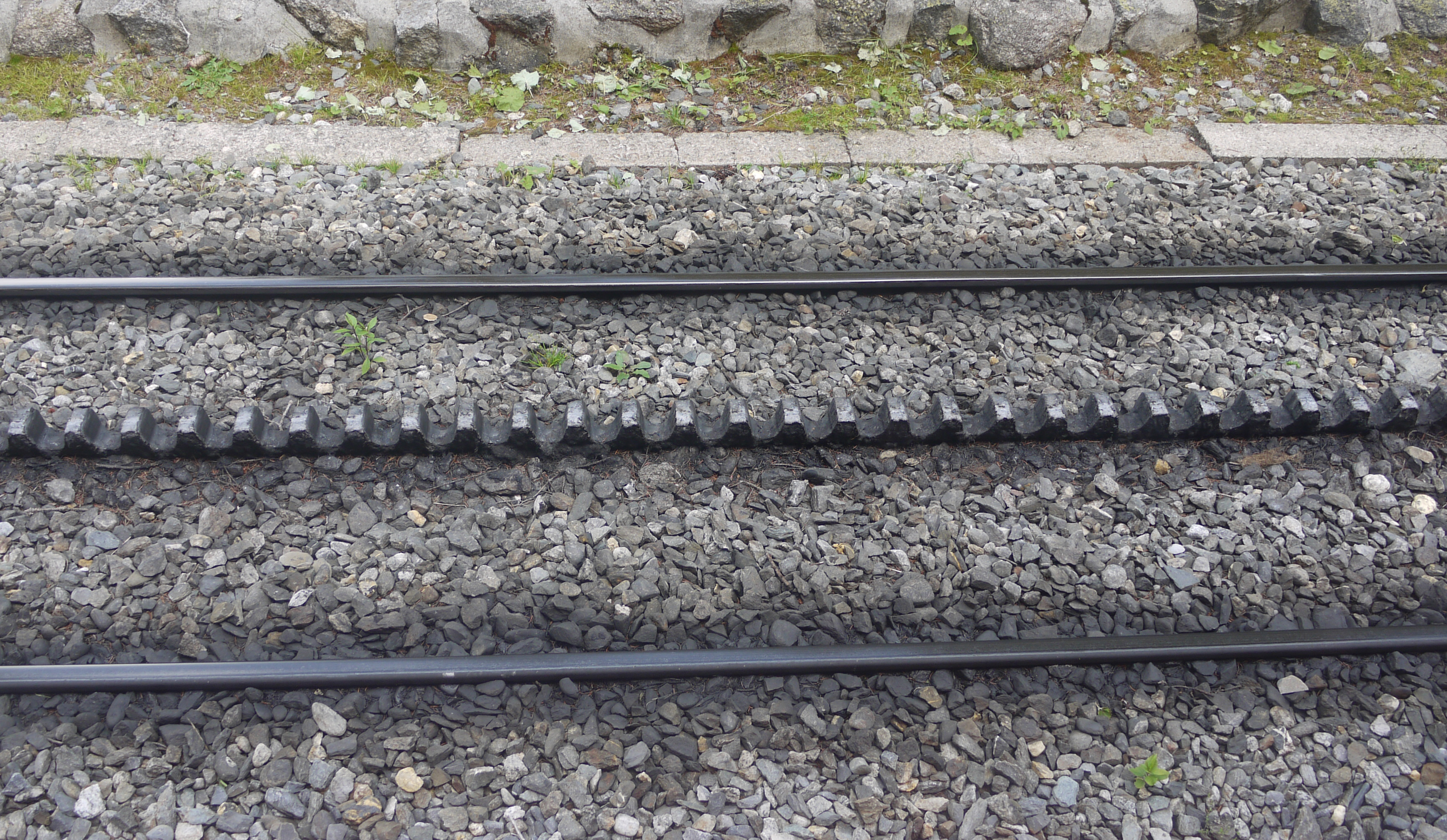
Crémaillère.

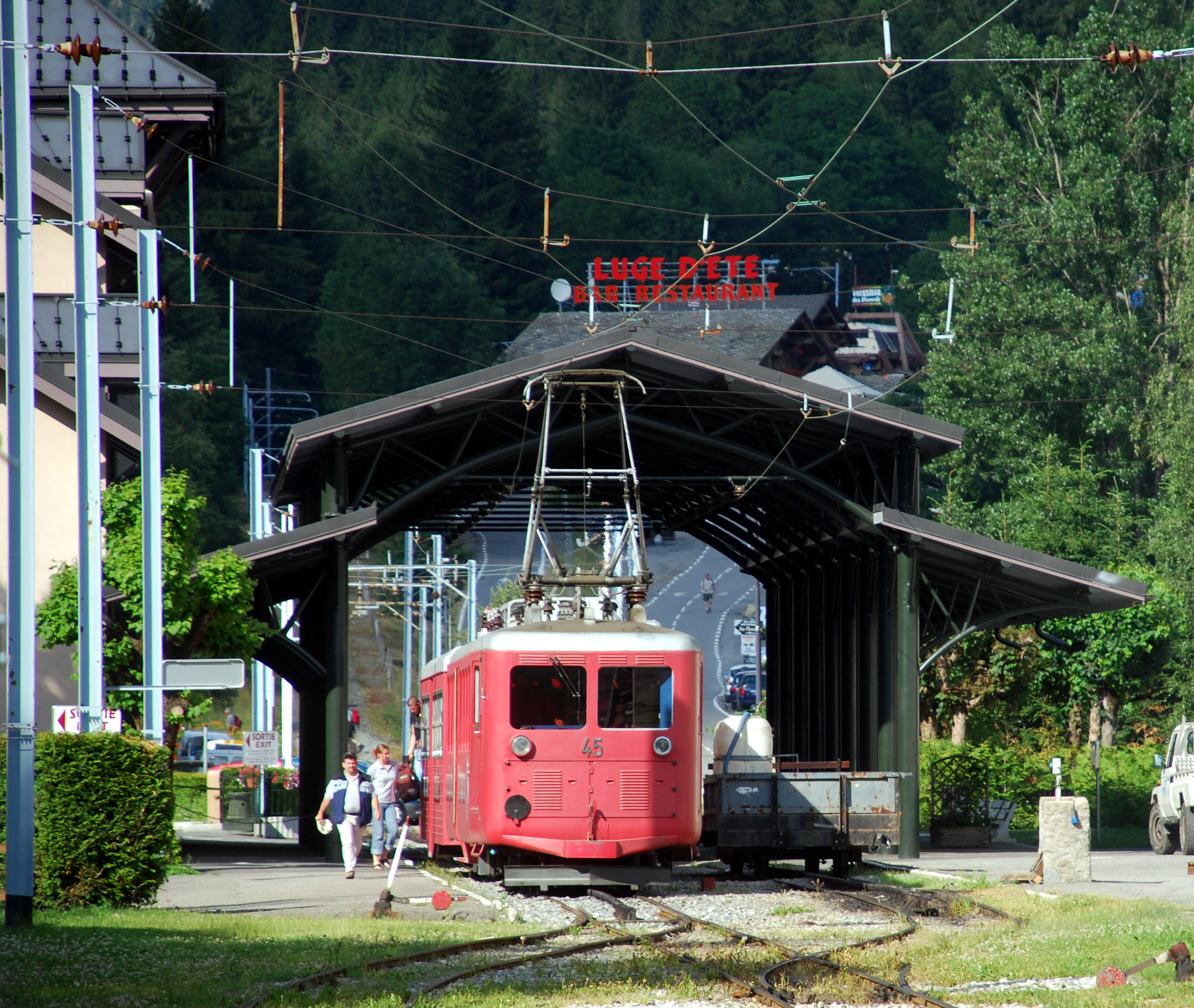
Quais et marquise du terminus de Chamonix-Mont-Blanc.

La ligne comporte deux ponceaux métalliques et douze petits ponts en voûtés maçonnerie. Elle est dotée de deux viaducs importants :
- le viaduc des Bois est composé de trois arches en maçonnerie (deux de 8 mètres, une de 7,10 mètres), puis une travée métallique de 28,10 mètres de longueur. Il se trouve en rampe de 219 mm/m.
- le viaduc du Montenvers, entièrement en maçonnerie, possède un profil en « S ». Il comporte onze arches et se trouve lui aussi en rampe de 219 mm/m.

Il existe plusieurs passages à niveau avec des chemins, et un passage à niveau routier, situé juste à côté du terminus de Chamonix-Mont-Blanc. En 1972, un système ingénieux de crémaillère rétractable a été mis en place : pour permettre le passage des trains à pleine vitesse, une crémaillère se relevait lorsque les barrières étaient fermées. Cependant, ce système a été remplacé depuis par un système plus conventionnel, dans lequel la crémaillère se trouve dans une ornière.
La gare de Chamonix-Montenvers comporte un bâtiment voyageurs de style alpin, une remise pour les rames électriques de quatre voies, ainsi qu'un atelier-remise des locomotives diesel. La sous-station électrique est implantée à proximité de ce dernier. Il existait un raccordement avec les voies de la gare SNCF, qui a été déposé dans les années 1980. Il permettait l'acheminement par la ligne de Saint-Gervais-les-Bains-Le Fayet à Vallorcine (frontière) de matériel et de combustible.
La gare du Montenvers-Mer de Glace possède un bâtiment voyageurs caractéristique et deux voies. À l'époque de la traction vapeur, il existait une troisième voie, de sorte que six trains pouvaient se trouver à quai.
Les rails d'origine étaient de type Vignole de 20,350 kg/m en barres de 12 mètres de longueur. L'écartement des rails est de 1 000 millimètres. La voie a presque été renouvelée intégralement dans les années 1990 par des rails Vignole de 30 kg/m. Le ballast a lui aussi été refait. Tous les 72 mètres, la voie est solidement ancrée dans des massifs en béton situés sous le ballast. La crémaillère est de type Strub ; elle est disposée sur la totalité du parcours. Les aiguillages sont commandées électriquement. Il n'y a plus d'aiguilleur actuellement[Quand ?] : ce sont les trains en approche qui télécommandent eux-mêmes la position voulue par radio.
Le chemin de fer est électrifié en courant alternatif 11 kV, 50 Hz. L'alimentation est effectuée par trois transformateurs installés dans une sous-station à Chamonix-Mont-Blanc, qui sont alimentés en 63 kV fourni par EDF.
La signalisation comporte plusieurs types de panneaux fixes :
- des tableaux indicateurs de vitesse, portant une mention en kilomètres par heure, de 5 à 20 en lettres blanches sur fond noir ;
- des panneaux « S » (sifflez) à l'approche de certains ponts ;
- des panneaux « SR » (sifflez et ralentissez) à l'approche des stations ;
- des panneaux « arrêt déneigement diesel » à l'entrée des stations ;
- des damiers verts et blanc pour signaler les aiguilles.

Ce damier est complété de feux, un feu vert si l'aiguille est bien positionnée pour le passage du train, un feu jaune sinon. L'approche du passage à niveau de Chamonix-Mont-Blanc est repéré par des feux rouges et verts signalant le bon fonctionnement de l'installation.
Le cantonnement a longtemps été réalisé par téléphone. Il est maintenant[Quand ?] effectué par radio.

### Parcours

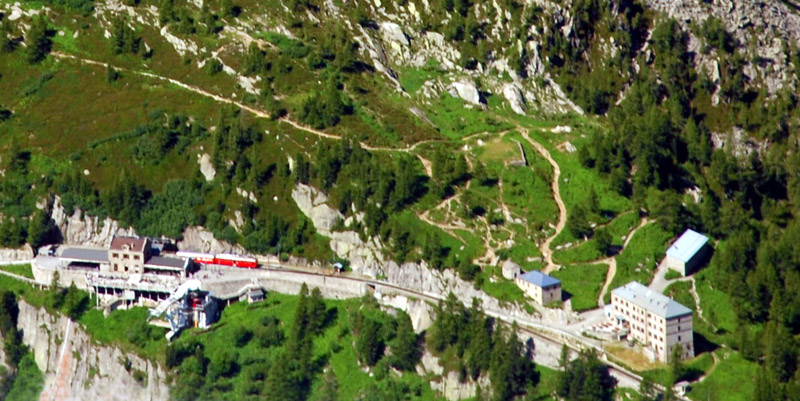
Le terminus du Montenvers à gauche, le Grand Hôtel du Montenvers à droite.

Hormis dans les deux terminus, la voie est constamment en pente. Les rampes vont jusqu'à 219 mm/m.
La ligne part de la gare de Chamonix-Montenvers, qui jouxte la gare de Chamonix-Mont-Blanc de la SNCF. Les deux gares sont reliées par une passerelle métallique. La ligne franchit la route départementale par un passage à niveau, avant de s'élever direction nord-est dans le secteur des Planards, à proximité du télésiège et des pistes de luge d'été. La pente augmente progressivement pour atteindre 219 mm/m. La ligne prend une épingle et se dirige vers le sud. Elle franchit alors le tunnel des Planards et aborde l'évitement des Planards (km 1,895, altitude 1 278 m),.
Juste après la halte, la ligne s'engage dans une contre-épingle, en grande partie en tunnel (tunnel du Grépon, longueur 300 m), et reprend sa direction nord-est. Plus loin, la halte de Caillet (km 3,616, altitude 1 627 m), sur un replat, constitue le second évitement. Juste après, une pente de 220 mm/m reprend. La voie est en partie couverte par des galeries pare-neige pour franchir des couloirs d'avalanche. C'est à cet endroit que se trouvait le terminus provisoire de la Filliaz en 1908,.
La ligne franchit les deux viaducs des Bois et du Montenvers, aujourd'hui rendus peu visibles par la végétation. La ligne prend enfin un dernier virage et s'engage direction sud sur la rive gauche de la Mer de Glace. Elle laisse à sa droite le Grand Hôtel du Montenvers, l'hôtel du Montenvers et le Temple de la Nature et arrive peu après à la gare du Montenvers-Mer de Glace (km 5,141, altitude 1 913 m).

Profil en long de la ligne ; les pentes sont indiquées en millimètres par mètre.

## Matériel roulant
Selon l'usage en vigueur sur les lignes à forte pente, l'engin moteur se situe toujours du côté aval.

### Locomotives à vapeur

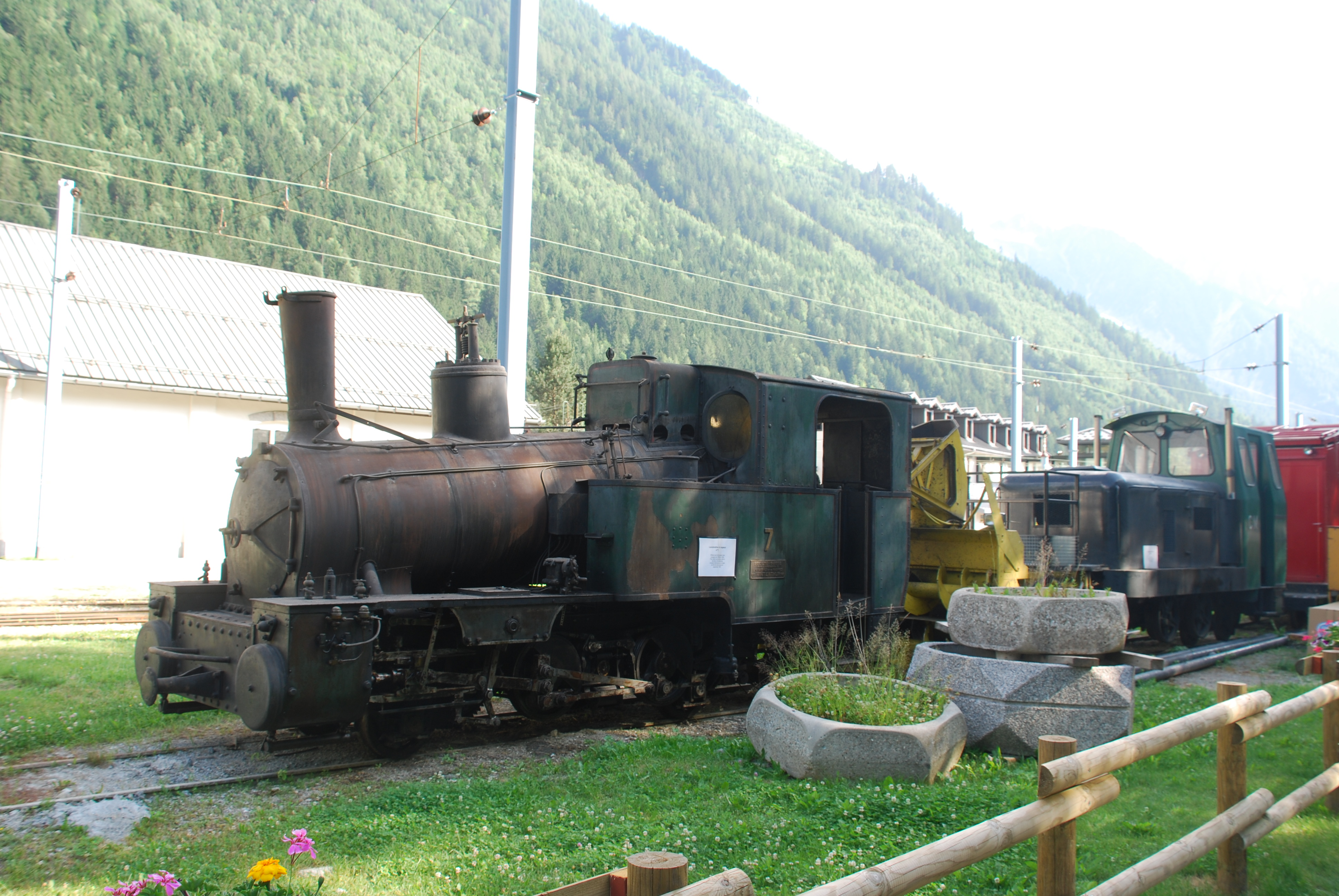
Locomotive à vapeur no 7.

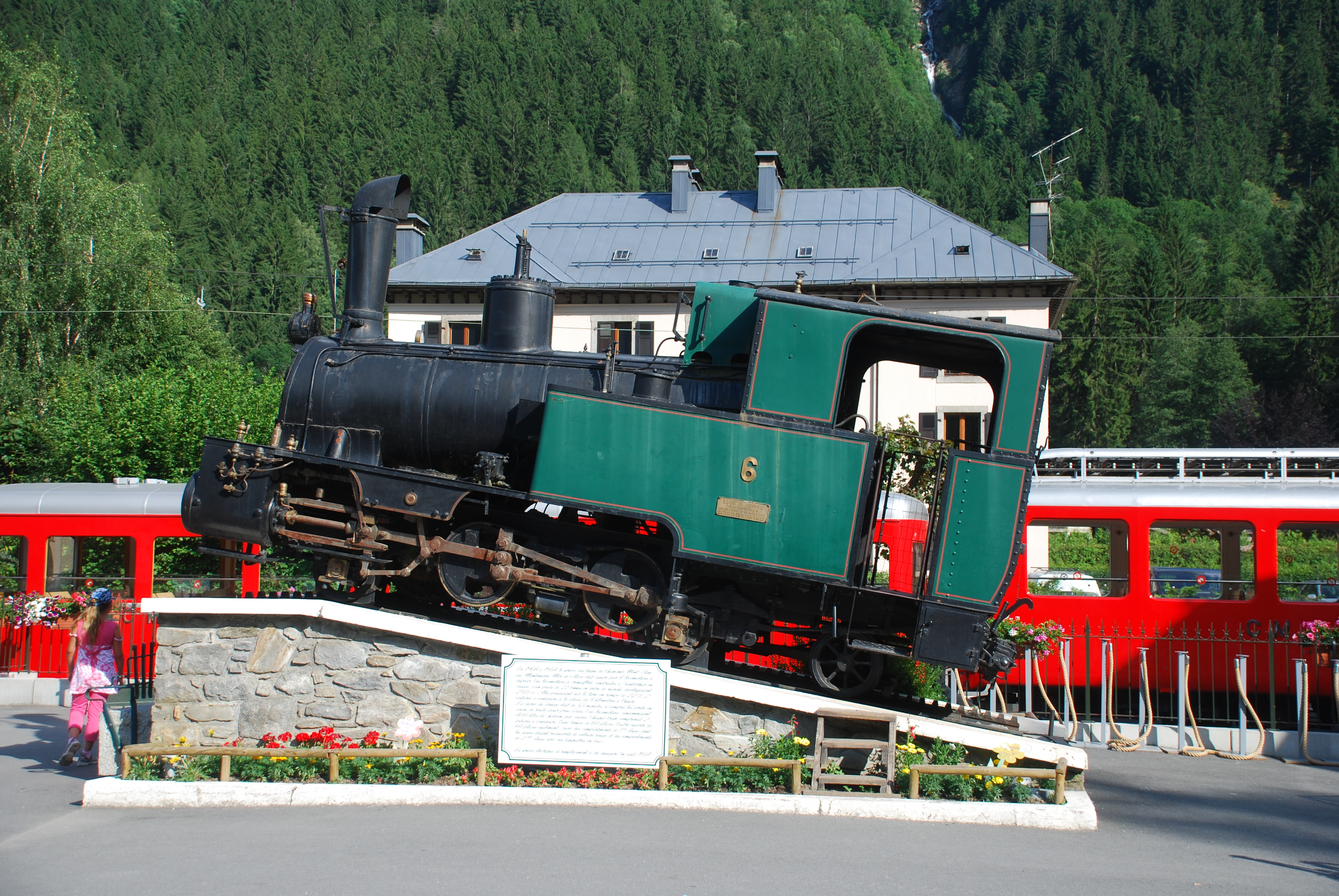
Locomotive à vapeur no 6.

Pour l'exploitation vapeur, la société SLM Winterthur a réalisé huit locomotives, numérotées de 1 à 8. Ces machines présentent des caractéristiques communes, à ceci près que les cinq premières sont à vapeur saturée (206 tubes à fumée, puissance de 250 ch), et les trois dernières à surchauffe (90 tubes et 15 éléments surchauffeurs, puissance de 280 ch). La chaudière est inclinée de 10 %, de façon que l'eau soit à un niveau suffisant au-dessus du foyer même dans les fortes rampes.
La machine à vapeur entraîne deux faux essieux, qui transmettent leur mouvement à deux roues dentées qui s'engrènent sur la crémaillère. La locomotive repose sur trois essieux : l'essieu avant est relié à la roue dentée avant, ce qui permet à l'engin de se déplacer dans les sections terminus en simple adhérence ; les deux essieux suivants sont porteurs uniquement.
Ces locomotives disposaient de trois dispositifs de freinage :
- un frein à contre-vapeur par inversion du sens de marche, pour maintenir constante la vitesse du train à la descente ;
- un frein à ruban agissant sur des tambours solidaires des faux essieux, à déclenchement manuel ou automatique au-delà de 10,5 km/h ;
- un frein à mâchoires agissant sur des tambours solidaires des roues dentées, à commande manuelle.

À la suite de l'accident de 1927, un dispositif de sécurité est installé, qui interdit l'inversion du sens de marche alors que le train est lancé.
La vitesse maximale sur crémaillère est de 7 km/h. Un aller-retour au Montenvers consomme 350 à 400 kg de charbon.
Les locomotives no 1 à 5 sont livrées en 1907. Les trois suivantes sont commandées au fur et à mesure des besoins, et livrées en 1923, 1926 et 1927. L'accident d'août 1927 endommage gravement la locomotive no 3. Elle est envoyée chez SLM pour réparation, et se voit à cette occasion équipée de la surchauffe.
À la suite de l'électrification en 1954, les quatre machines à vapeur saturée restantes sont rapidement éliminées : la no 1 en 1957, la no 5 en 1958 (une pelleteuse est installée sur son châssis), les no 2 et 4 en 1959. Les quatre machines à surchauffe sont conservées en réserve, l'une d'entre elles restant même constamment sous pression en période d'affluence jusqu'en 1967, de façon à pouvoir assurer inopinément un train de secours. En 1966, la no 3 est néanmoins détruite et son châssis sert à construire un chasse-neige. La no 6 est restaurée en 1973 et exposée sur un piédestal près du bâtiment voyageurs à Chamonix-Mont-Blanc. La no 8 et la no 7, ne pouvant plus circuler sans restauration à partir de, respectivement, 1979 et 1981, sont revendues à ces échéances. Longtemps garées dans l'entrepôt de leur acquéreur, elles sont revenues à Chamonix-Mont-Blanc en 2009.

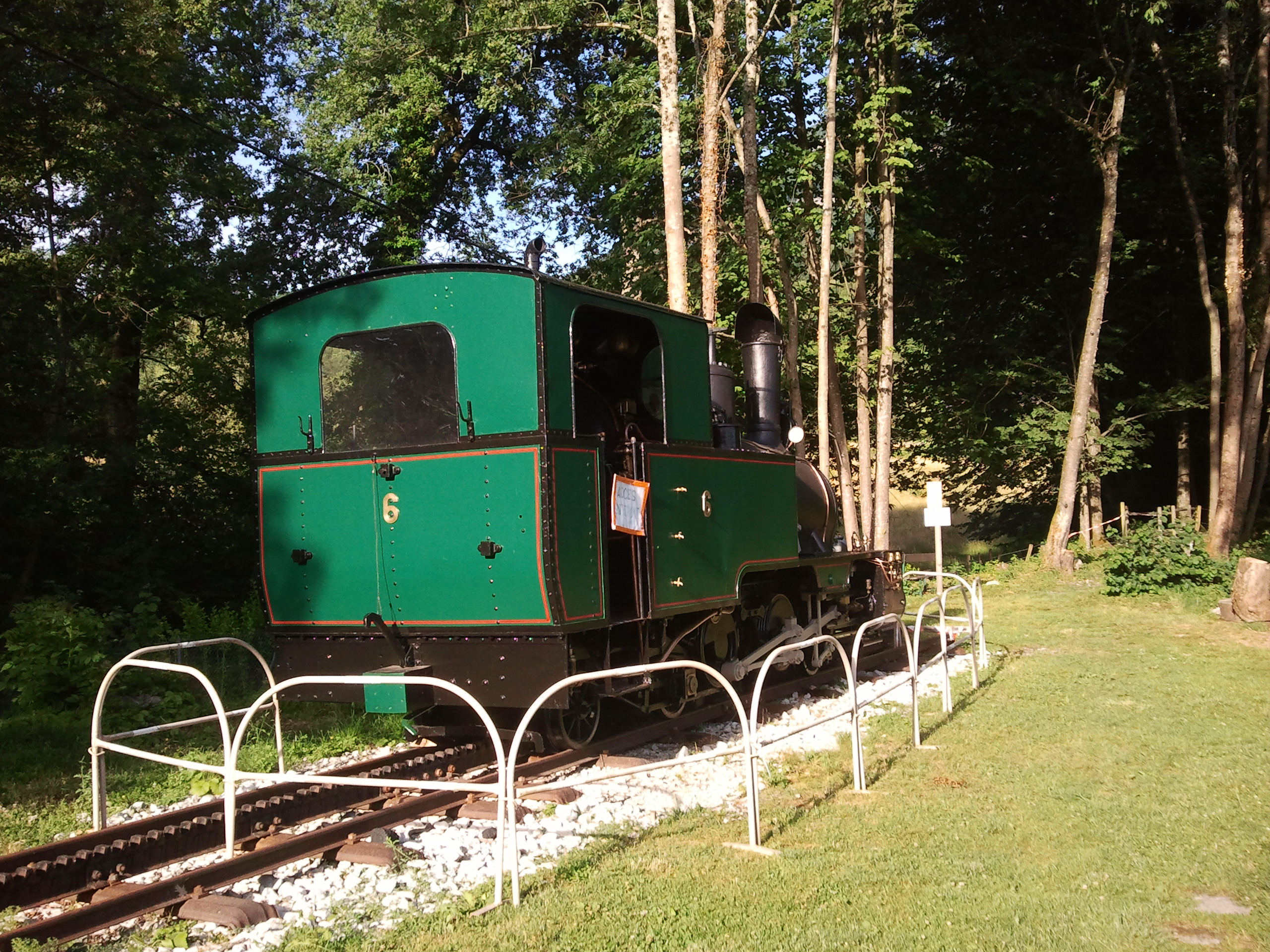
La locomotive no 6 préservée à Mouxy en Savoie.

La locomotive no 6 a été confiée en 2013 à l'association Tourisme culture et crémaillère (TCA) en Savoie à Mouxy. De ce fait, la no 8 a remplacé la no 6 sur son piédestal en gare de Chamonix-Montenvers.

### Locomotives diesel

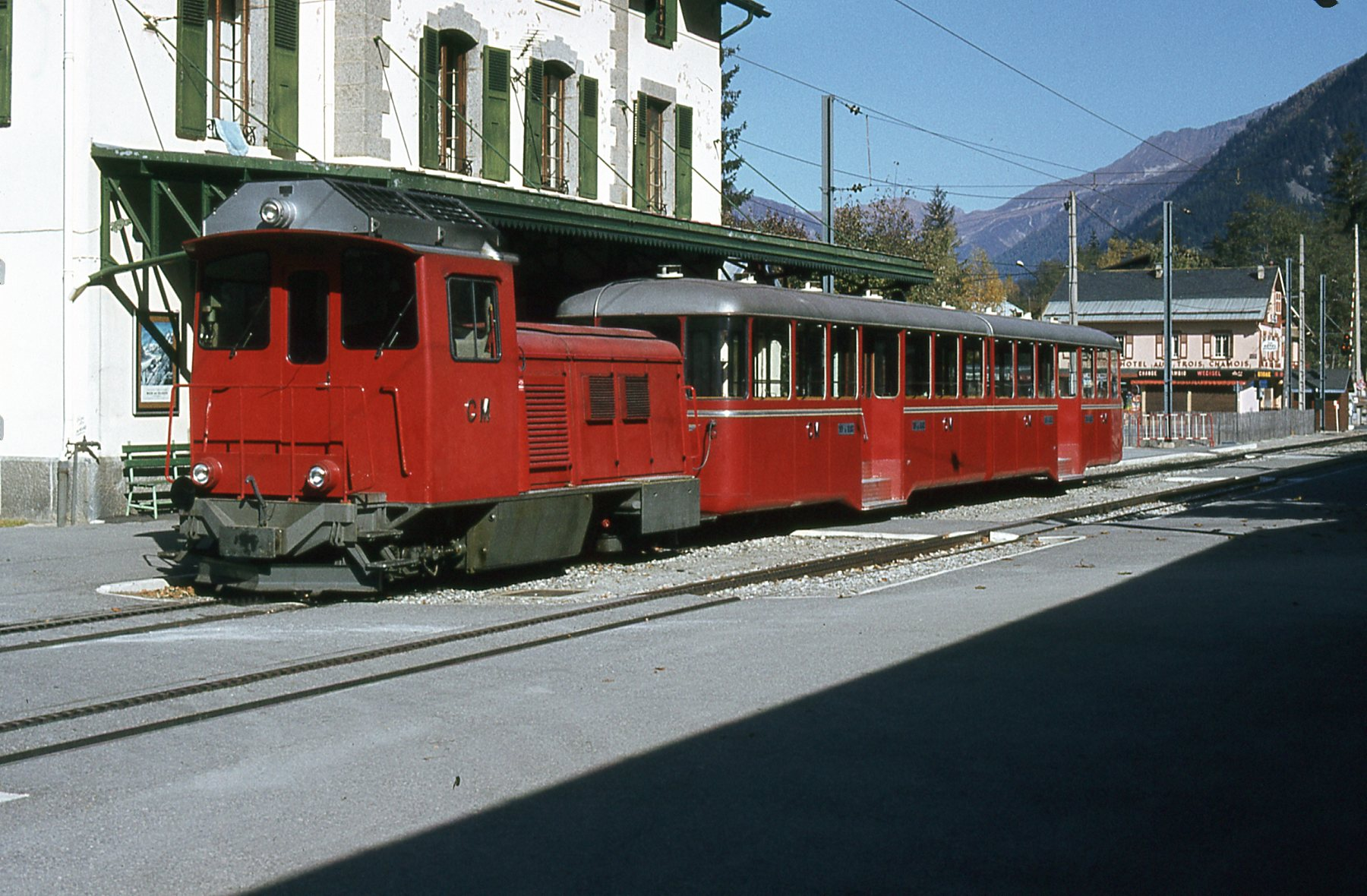
Rame diesel à Chamonix.

À la fin des années 1960, la firme SLM étudie pour le Montenvers des locomotives Diesel adaptées à ses conditions particulières d'exploitation. Une première machine est livrée à l'été 1967. Engagée dès l'automne sous le no 31, elle permet de maintenir une exploitation partielle même après la dépose de la caténaire. La no 31 donnant satisfaction, deux modèles similaires sont commandés. Ils entrent en service en 1972 sous les nos 32 et 33.
Le moteur diesel est de type douze cylindres en V à quatre temps. Il développe 650 ch sur la no 31, 820 ch sur les suivantes. Le moteur est relié à un convertisseur de couple hydrodynamique, qui entraîne un réducteur-inverseur.
Ces machines disposent de quatre systèmes de freinage :
- un frein de stationnement à sabot ;
- un frein de marche qui modifie la pression d'huile dans le convertisseur de couple ;
- un frein de secours à cliquet sur les essieux moteurs, déclenché automatiquement lors d'un arrêt inopiné ou d'un dépassement de vitesse ;
- un frein à ruban sur la sortie du convertisseur, à commande manuelle ou automatique en cas de dépassement de vitesse.

Les locomotives diesel sont utilisées pour les trains de travaux, de service, de déneigement, mais aussi très fréquemment en renfort des automotrices électriques pour le service voyageurs jusque dans les années 1990. Grâce à une meilleure gestion de la rotation des rames, elles ne sont plus depuis lors employées en service commercial. Ainsi, la no 31 a pu être mutée en 2001 sur le tramway du Mont-Blanc.

### Automotrices électriques

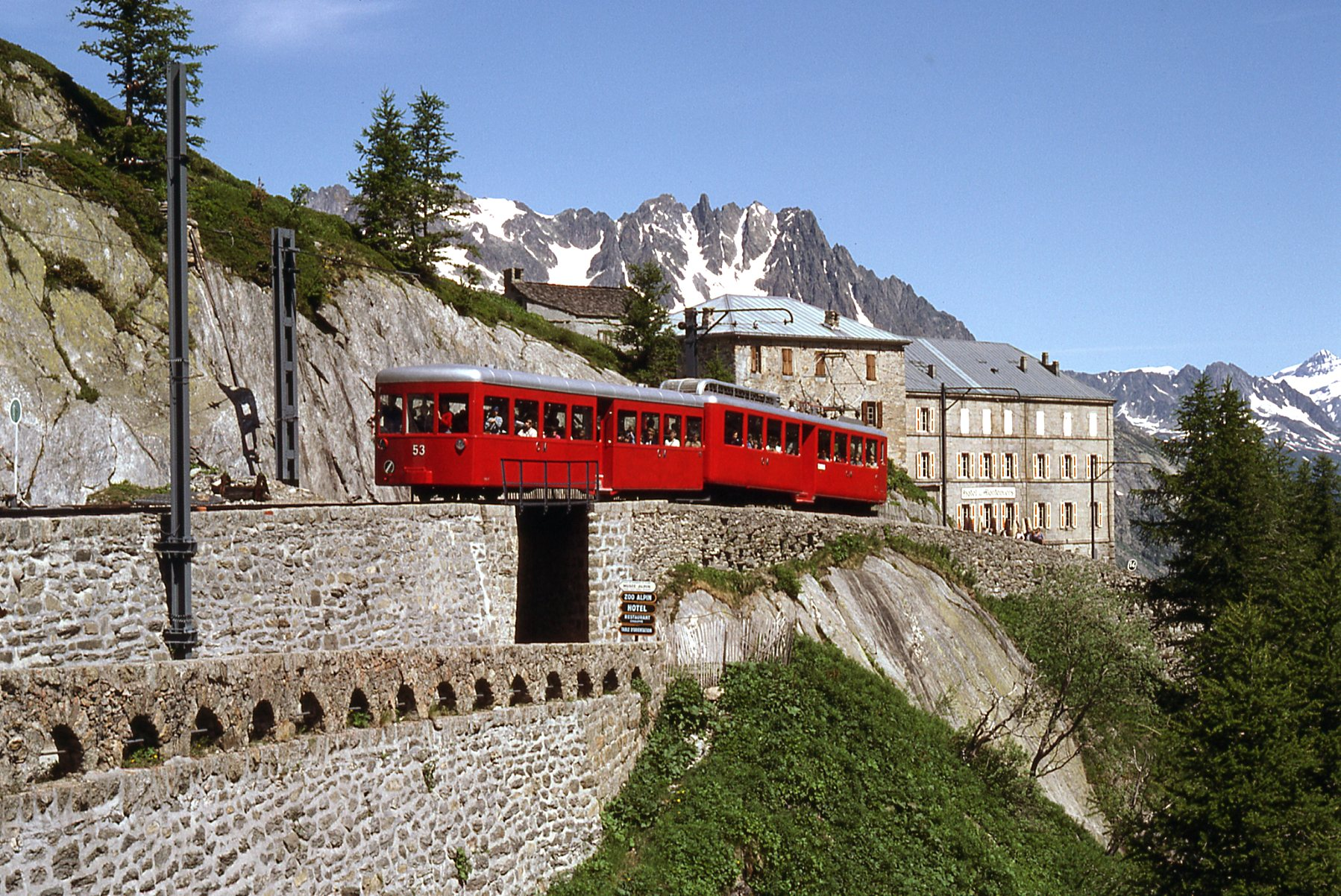
Rame composée de l'automotrice no 43 et de la remorque no 53 au Montenvers.

Quatre automotrices sont commandées en 1952 à SLM Winterthur, qui prend en charge la réalisation des caisses, des bogies et des équipements de freinage. Oerlikon réalise l'équipement électrique, en partie en France à Ornans. L'assemblage et les aménagements intérieurs sont confiés à Decauville à Corbeil-Essonnes. Une partie de la réalisation doit en effet être effectuée en France pour bénéficier de l'aide de l'État à l'électrification. Les automotrices nos 41 à 44 sont livrées en 1954. Deux nouvelles automotrices sont livrées en 1961 (no 45) puis 1979 (no 46). Les six automotrices sont immatriculées « Bhe 4/4 » nos 41 à 46, selon les normes suisses : « B » pour seconde classe, « h » pour crémaillère, « e » pour électrique, quatre essieux moteurs sur quatre essieux au total.
Les automotrices mesurent 15,43 mètres de longueur pour les quatre premières, 15,940 mètres pour les suivantes, et 2,70 mètres de largeur. De type BB, elles sont dotées de deux bogies de deux essieux moteurs, soit en tout quatre moteurs qui développent une puissance totale de 640 ch. Elles peuvent circuler à 20 km/h à la montée, 14 km/h à la descente. Un véhicule à vide pèse 29,5 tonnes. Les quatre premières automotrices peuvent accueillir 84 passagers assis et 16 debout ; les deux suivantes 80 passagers assis et 23 debout. Elles sont munies de banquettes en bois. Les automotrices revêtent une livrée « rouge géranium ».
Les automotrices sont équipées de quatre systèmes de freinage :
- un frein à vis de stationnement ;
- un frein rhéostatique qui régule la vitesse à la descente (les résistances sont situées sur le toit) ;
- un frein transmission qui agit sur l'arbre de sortie des moteurs, à déclenchement manuel ou automatique en cas de danger ;
- un frein à cliquet qui agit sur l'axe des roues dentées, déclenché manuellement ou automatiquement si la vitesse dépasse 22 km/h.

Les automotrices nos 42 à 45 sont passées en grande révision entre 1998 et 2001. À cette occasion, elles ont été dotées d'un système de réversibilité intégrale.

### Remorques

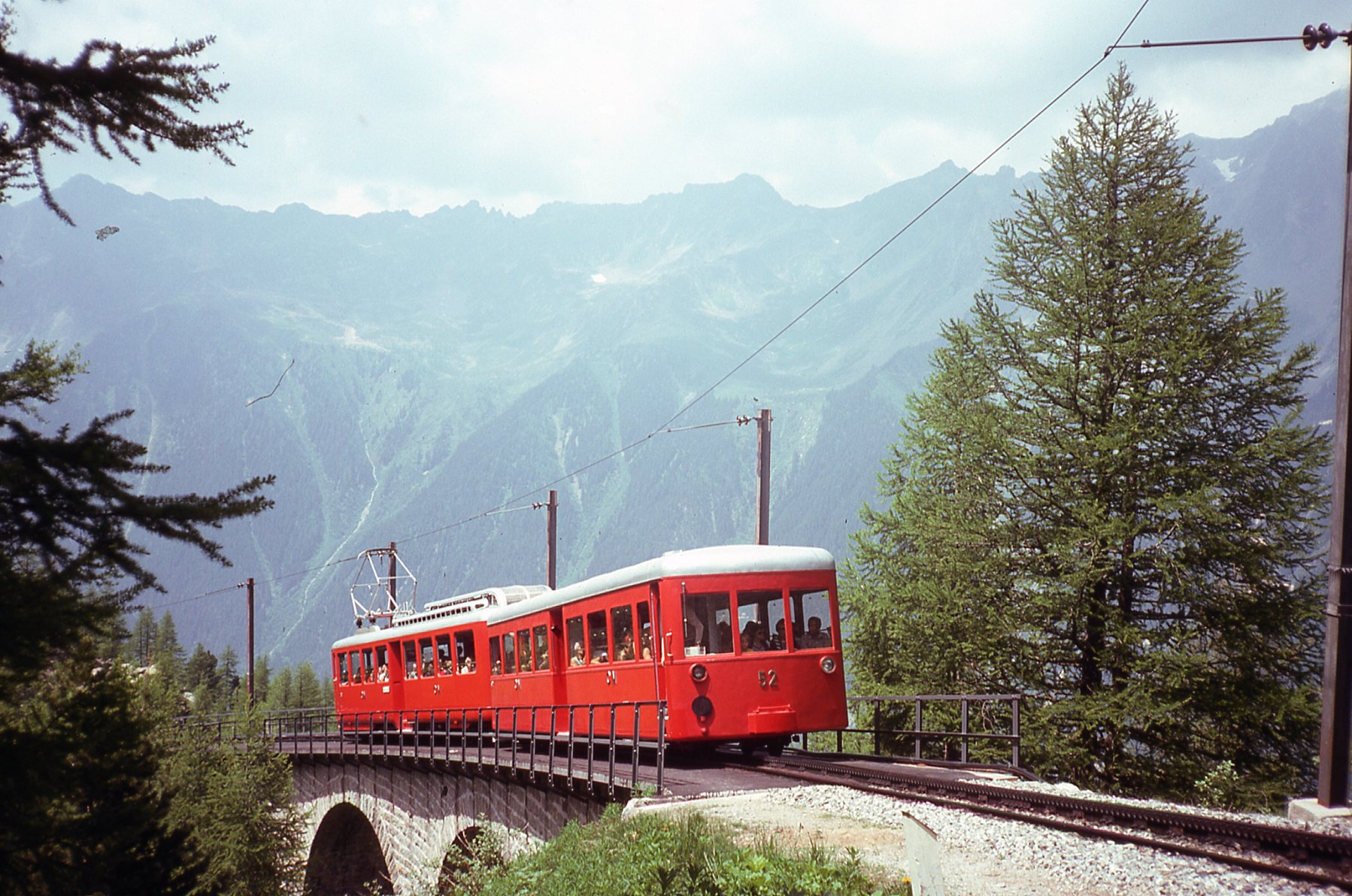
Remorque no 52 et automotrice no 42 sur le viaduc du Montenvers.

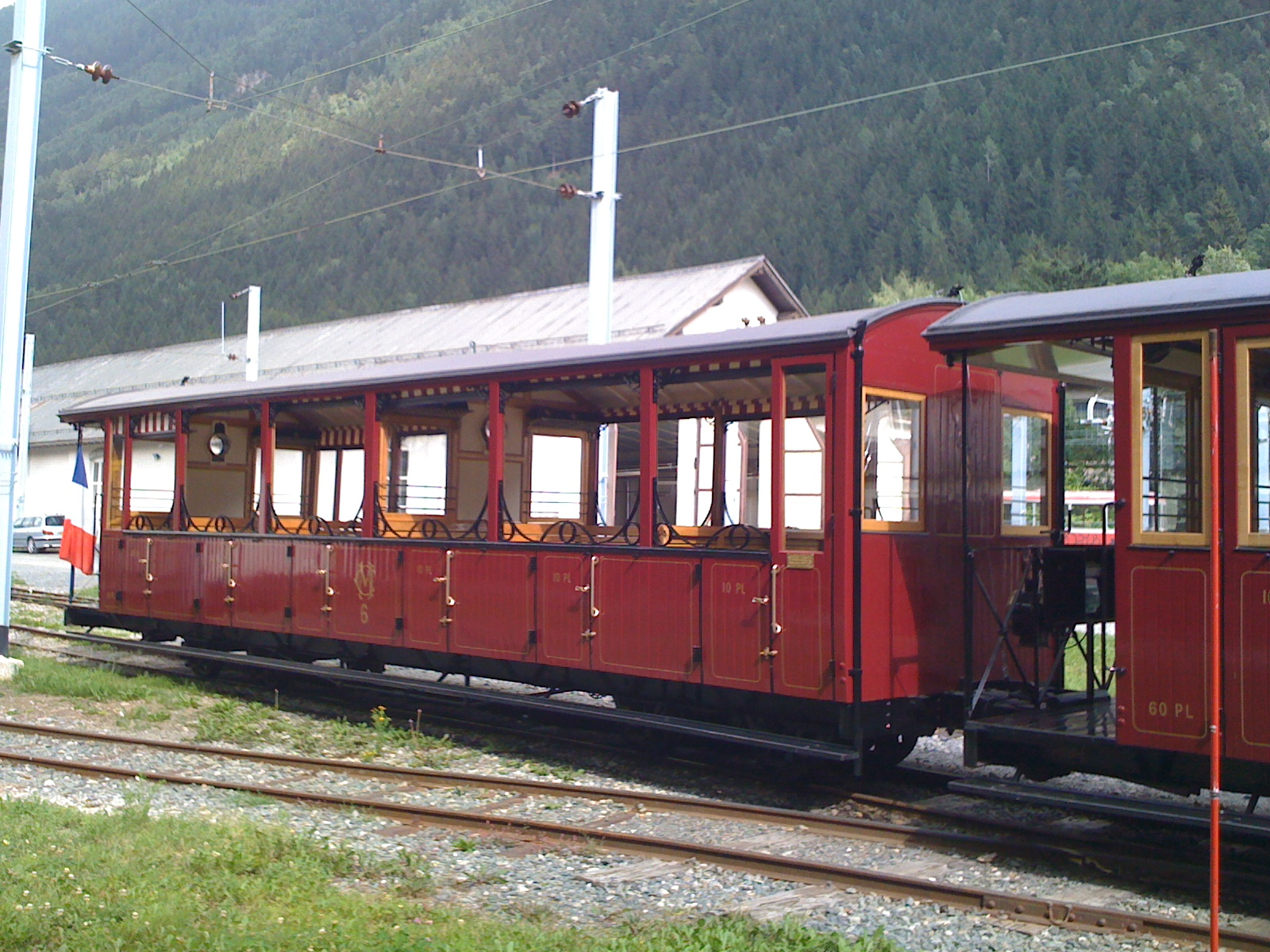
Voiture historique du chemin de fer du Montenvers

Au temps de la vapeur, le chemin de fer disposait de 14 voitures construites sur un même modèle de châssis métallique, pour une longueur totale de 10,60 mètres. Ces voitures disposaient d'une caisse en bois. Les voitures nos 1 à 7 étaient ouvertes ; les voitures nos 21 à 27 étaient couvertes par une toiture en bois recouverte de toile goudronnée. Au départ, l'éclairage était assuré par des lampes à acétylène, avant qu'un éclairage électrique par batteries ne soit installé. Les trains étaient généralement formés de deux de ces voitures. La réforme de ces véhicules a commencé au moment de l'électrification ; aucun d'entre eux n'a survécu à la disparition de la traction vapeur.
En 1951-1952, quatre remorques à bogies sont commandées à la société Decauville. Numérotées 51 à 54, elles complètent les automotrices nos 41 à 44, dont elles partagent l'esthétique. Elles mesurent 14,203 mètres de longueur et 2,705 mètres de largeur. L'aménagement intérieur est également semblable à celui des automotrices ; les remorques accueillent 79 passagers assis et 16 debout. Une cabine, située à l'avant du train lors de la montée, accueillait l'agent d'accompagnement. Ce dernier communiquait avec le conducteur (situé côté aval) par un système de sonneries. À la fin des années 1990, cette cabine a été transformée en une cabine de conduite à part entière, ce qui permet une exploitation à agent seul.
En 1959-1961, une remorque à bogies, construite sur le châssis d'une voiture « vapeur », a été réalisée par la société Belle-Clot, pour accompagner l'automotrice no 45. Cette remorque, numérotée 55, disposait de baies vitrées importantes et de formes arrondies. Depuis les années 1980, elle ne sert qu'aux trains d'approvisionnement. Une nouvelle remorque no 55 a été construite en 1984 par la société Socofer : aux formes anguleuses, elle accueille 80 passagers assis et 20 debout. Elle est équipée pour la réversibilité. La remorque à bogies no 56 a été réalisée par Socofer en 1979. Elle est très proche des remorques nos 51 à 54.
Lors de la commande des locotracteurs diesels, trois remorques doubles ont été commandées à la société Belle-Clot, qui les a livrées en 1966. Elles sont toutes construites sur des châssis d'anciennes voitures de l'époque vapeur, comme l'ancienne no 55. La première, numérotée 61, accueille en tout 160 passagers. Les deux suivantes, légèrement différentes, accueillent 200 passagers. La remorque no 61, associée à la locomotive diesel no 31, a été mutée au tramway du Mont-Blanc en même temps que cette dernière. Par contre, elle n'est pas utilisée par ce réseau.

### Véhicules de service

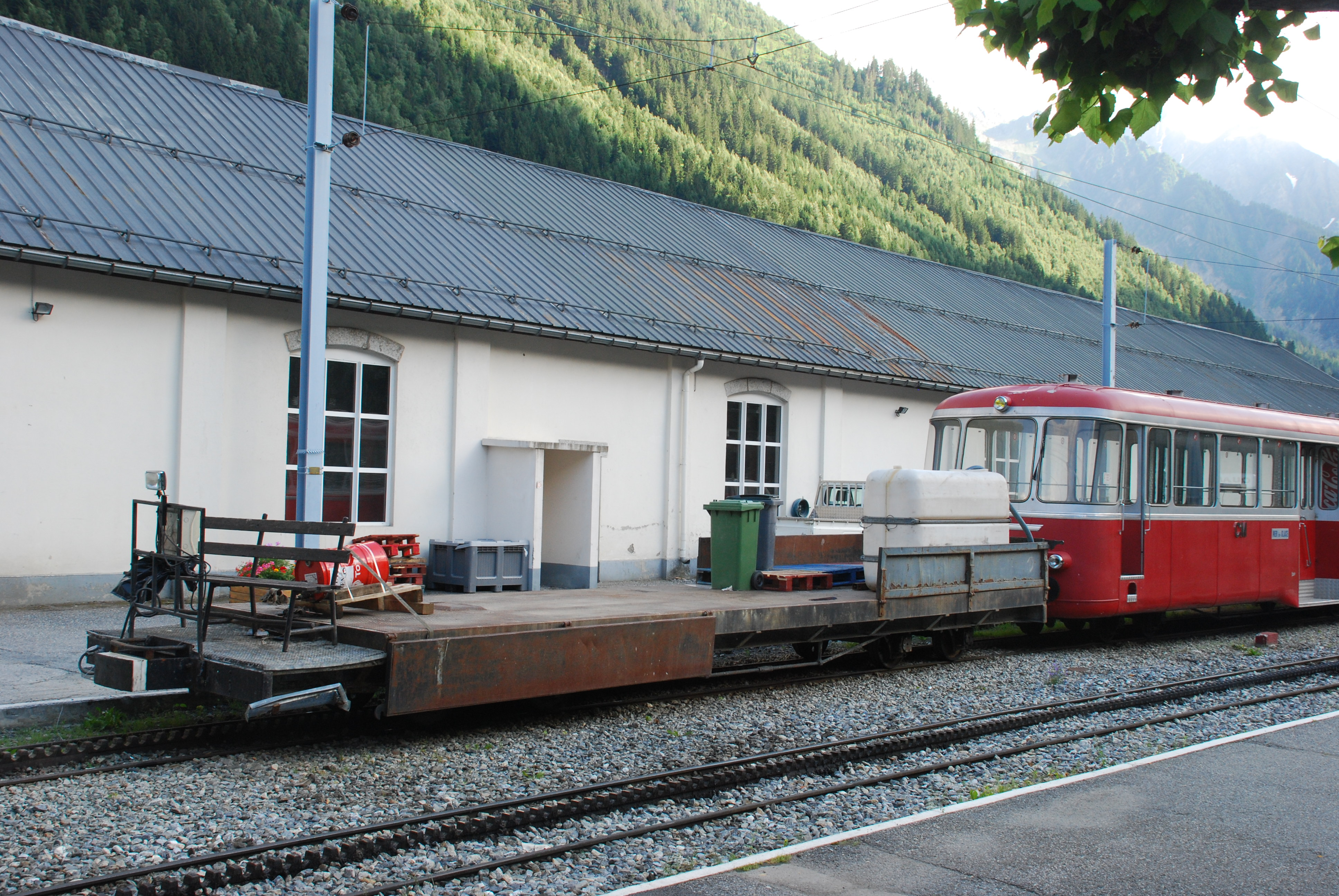
Wagon plat et remorque « Belle-Clot ».

Le chemin de fer dispose de plusieurs wagons construits sur des châssis des anciennes voitures « vapeur » :
- deux wagons plats à ridelles ;
- un wagon-grue ;
- un wagon-bétonnière ;
- un wagon-citerne, initialement utilisé pour le désherbage, désormais pour le transport d'eau non potable au Grand Hôtel du Montenvers.

Deux wagonnets sont équipés pour les interventions sur la caténaire. Ils servent peu depuis qu'un wagon-atelier dédié aux interventions électriques a été construit. Il comporte une large plate-forme pour les travaux sur la ligne de contact.
Le chemin de fer dispose de deux fourgons, ainsi que d'un châssis porte-engins, issu de la locomotive à vapeur no 5, qui a un temps accueilli une pelle mécanique pour le déneigement annuel de la voie.
Plusieurs véhicules de déneigement existent ou ont existé :
- la pelleteuse à neige mentionnée ci-dessus ;
- une lame déversoir, montée sur une ancienne voiture « vapeur » dont on avait conservé une partie des structures pour le transport du personnel, et dont le châssis a été reconverti en wagon plat ;
- une fraiseuse, construite sur la base de la locomotive à vapeur no 3. La machine, construite en 1967, était au départ munie d'un moteur diesel de 250 ch et pouvait se déplacer de manière autonome. Désormais, elle est obligatoirement poussée par une locomotive diesel, et dispose d'un moteur de 360 ch.